# 申昌源
申昌源（韩语：／，1967年5月28日—）是一名韩国罪犯。1997年，正在服无期徒刑的申昌源成功从釜山监狱越狱，其后多次逃脱警方追捕，直到两年半之后才于全罗南道顺天市被捕。申昌源的经历引发了大规模的媒体报道；由于他数次逃脱追捕的传奇经历和将部分犯罪所得捐予穷困者的行为，有媒体称他为“罗宾汉” 或“洪吉童”，但韩国当局对此表示反对。 无论如何，他的故事都引起了公众的广泛关注和同情，甚至成为了一种文化现象；受申昌源影响，他最终被捕时所穿的彩色米索尼T恤也一时爆火。

## 早年生活
1967年5月28日，申昌源出生于韩国全罗北道金堤市一个贫穷的农民家庭，在家中排行第四，有一个姐姐、两个哥哥和一个弟弟；他的父亲申洪善 是一个贫穷的农民；他的母亲在他上小学时死于肝癌。申昌源仅读完了小学，后来在狱中才通过国家考试获得了中学文凭。 后来，申昌源回忆童年的时候说：
|                          | 现在，为了抓捕我甚至动员了军队，花费了巨量的金钱，但是，避免产生我这样的家伙的方法是有的。如果在我还是小学生的时候，老师有抚摸着我的头说：“你是个善良的孩子啊”，哪怕只有一次，事情就不会到这种地步。五年级时，老师对着我喊：“你这小子，不拿钱来到学校干什么，快点滚吧”，恶魔就是那个时候在心中产生的。 |
| ——《申昌源 907日的告白》 | |

1982年7月，时年15岁的申昌源人生第一次被捕：他的父亲申洪善因他偷窃一个西瓜而将他交给警方； 申洪善希望能够使儿子改正，因此不顾周围的反对，坚持将他送入了少年看守所，但最终事与愿违。离开少年看守所后，申昌源前后三次因盗窃被捕，此外还因殴打和离开交通事故现场各被逮捕一次。1989年，申昌源和三名共犯一起在首尔市城北区敦岩洞入室抢劫，抢劫过程中一名受害者被杀；同年9月，申昌源被捕，随后被判处无期徒刑，送入青松监狱。 

## 逃狱和追捕
1994年，申昌源被送到釜山监狱；1997年1月20日，他成功通过浴室通风井越狱；为此，他花费了数个月的时间锯开了封锁通风口的金属条，并且节食减重以通过通风井。  逃亡过程中，申昌源在各地犯下多起盗窃和其他犯罪。警方在全国范围内组织了多次搜捕，申昌源数次受伤，但始终未被抓获；这成为了韩国执法部门的公开尴尬，许多警察，包括一些中高级警官，都因此受处分或辞任。
1998年7月，警察在首尔市江南区认出了申昌源并盘问了他。申昌源再次惊险逃脱，但警方查获了他驾驶的被盗汽车。在车上，警方发现了一本详细记录他逃狱和随后活动的日记，大量的现金以及其他一些赃物。车上还有一顶假发、一些被盗的身份证件和几块车牌。 据确定，这些钞票来自发生于富裕的首尔市方背洞的几次入室盗窃。由于日记记载申昌源之前曾通过爬进窨井来躲避警察，警方于同月对首尔市江南区大母山附近的下水道系统进行了搜查，但没有结果。 此后不久，对申昌源的悬赏增加到5000万韩元，这是当时韩国警方给出过的最大悬赏。
根据申昌源的日记记录，在逃亡过程中，他曾多次因为各种轻微违法被警察拦下：5月4日，在大邱因驾驶一辆挡风玻璃被非法涂黑的汽车，7月9日，在首尔市良才洞因在禁烟区吸烟。在每起案件中，申昌源都出示了偷来的身份证件，警察都没有注意到他的脸与身份证件上的照片不符。 申昌源在逃亡期间与许多女性同居过。
警方最终于1999年7月16日在全罗南道顺天市一名与申昌源同居的女性家中将他抓获。上门维修燃气灶的维修工认出了申昌源，并且在离开之后向警方举报了他。此时申昌源的悬赏已经增加到5500万韩元。在被捕时，申昌源拥有1.8亿韩元的现金和其他一些赃物。被捕后，申昌源被送回釜山监狱，正是两年半前他成功逃狱的地方。
据当局称，申昌源在逃亡期间犯下了104起盗窃、5起入室盗窃、1起强奸和其他一些罪行。 据称他在逃亡期间也向孤儿院、无家可归者和残疾学生捐赠了数千美元。
法院判决在申昌源本来的无期徒刑外追加22年6个月的有期徒刑。目前，申昌源在庆尚北道的青松第二监狱服刑。

## 公众反应
由于他数次逃脱追捕的传奇经历和将部分犯罪所得捐予穷困者的行为，申昌源获得了很大的名气，而且甚至不全是恶名。在他被捕后不久，路透社的一篇报道甚至称他为“罗宾汉”  ，并将他与《洪吉童传》的主角洪吉童相提并论。韩国警方强烈反对这种对申昌源的美化描述；警察新闻代表将这种英雄形象描述为外国媒体的创造： 
“韩国媒体对申昌源的犯罪历程非常熟悉，并不认为他是‘侠盗’；然而，外国媒体似乎在不完全了解情况的情况下撰写了这些文章。我们打算准备一份驳文并将其发送给外国媒体的韩国办事处。”
《亚洲时报》的一篇社论指出，申昌源并非仅从富人那里偷窃，也没有把大部分收入捐出去。相反，他只要有机会就会行窃，还被指控犯有强奸等其他罪行。
申昌源的越狱和逃亡经历也被比作在韩国走红的美国电视剧《越狱》的情节。
申昌源让韩国警方感到尴尬，不仅因为警方长期未能抓获他，还因为他指控警察存在广泛的不当行为。申昌源报告说他曾亲自贿赂警察，并指控警察强奸了他的女朋友。据美联社报道，约有50名警官因未能抓住申昌源而受到纪律处分，其中20人与他对腐败的指控有牵连。
申昌源的形象还得益于同时期的政府腐败丑闻，例如在申昌源被捕的同一天因受贿而被捕的京畿道知事林昌烈的案件。腐败的官员以牺牲穷人为代价来致富，而申昌源被视为劫富济贫的工人阶级的英雄。 申昌源的受欢迎程度还使他成为了时尚偶像，特别是受他影响，他最终被捕时所穿的彩色米索尼T恤成为韩国流行的时尚单品。